# Chiara Frugoni
Chiara Frugoni (Pisa, 4 febbraio 1940 – Pisa, 9 aprile 2022) è stata una storica e scrittrice italiana, specialista del Medioevo e di storia della Chiesa.
Molti suoi saggi sono stati tradotti in inglese e in francese.

## Biografia
Figlia del medievista Arsenio Frugoni, si laureò nell'Università degli Studi di Roma "La Sapienza" nel 1964 con una tesi dal titolo Il tema dei tre vivi e dei tre morti nella tradizione medievale italiana, dove già si faceva strada la ricerca di un metodo di lavoro che tenesse in uguale conto testi e immagini, metodo da lei sempre considerato importante nella convinzione espressa che «l'immagine parla».
Nel 1965 fu ammessa al Diploma di perfezionamento alla Scuola Normale Superiore, e nel 1974 approdò all'insegnamento universitario; nel 1980 fu chiamata a Pisa per ricoprire la cattedra di Storia medievale. Vi rimase fino al 1988, per poi trasferirsi presso l'Università degli Studi di Roma Tor Vergata, dove fu docente fino al 2000, anno in cui rassegnerà volontariamente le dimissioni.
Collaborò a programmi televisivi e radiofonici RAI, come ad esempio, su Rai Radio 3, Uomini e profeti o Il terzo anello. Scrisse su La Repubblica e Il manifesto. 
Pubblicò anche alcune opere di narrativa.

## Attività di ricerca
Il suo metodo di ricerca si caratterizza per essere basato in gran parte sull'uso delle fonti iconografiche.  Il nucleo principale della sua ricerca verte intorno alla figura di Francesco d'Assisi, cui ella dedicò libri tradotti all'estero e numerosi articoli. In particolare Chiara Frugoni approfondì il modo in cui le istituzioni avevano contrastato l'azione di Francesco d'Assisi.
Nel 2011 individuò in uno degli affreschi attribuiti a Giotto nella Basilica Superiore di San Francesco ad Assisi un profilo di diavolo tracciato tra le nuvole. Il profilo non era noto e di esso non esisteva letteratura. La notizia della scoperta è stata diffusa nel mondo ed ha suscitato molta curiosità, rimettendo anche in discussione varie pagine di storia dell'arte.

## Vita privata
Sposò l'archeologo Salvatore Settis nel 1965: dal matrimonio nacquero tre figli, Silvano, Andrea e Marta, il primo dei quali le premorì il 23 maggio 2019. Nel 1991 passò a nuove nozze con Donato Cioli.

## Opere

### Saggi storici
- Historia Alexandri elevati per griphos ad aerem. Origine, iconografia e fortuna di un tema, Collana Studi Storici, Roma, Istituto Storico per il Medioevo, 1973.
- La fortuna di Alessandro Magno dall'antichità al Medioevo, Collana Strumenti. Guide. Storia n.94, Firenze, La Nuova Italia, 1978, ISBN 978-88-221-2420-3. - Collana Storie n.7, Roma, Officina Libraria, 2022, ISBN 978-88-336-7157-4.
- Una lontana città. Sentimenti e immagini nel Medioevo, Collana Saggi n.651, Torino, Einaudi, 1983, ISBN 978-88-065-4767-7.
- Francesco. Un'altra storia, con le immagini della Cappella Bardi[12], Milano, Marietti, 1988-2019, ISBN 978-88-211-1306-2.
- I mesi antelamici del Battistero di Parma, Nota introduttiva di Gianfranco Fiaccadori,[13] a cura di Gianluca Battioni e G. Fiaccadori, Collana Studium, Parma, Battei, 1992.
- Francesco e l'invenzione delle stimmate. Una storia per parole e immagini fino a Bonaventura e Giotto, Collana Saggi n.780, Torino, Einaudi, 1993, ISBN 978-88-061-2810-4. - con Introduzione di André Vauchez, Collana Saggi n.918, Einaudi, 2010, ISBN 978-88-061-9223-5. [ premio Viareggio 1994 per la saggistica][14]
- Vita di un uomo: Francesco d'Assisi, Introduzione di Jacques Le Goff, Collana Gli Struzzi n.474, Torino, Einaudi, 1995, ISBN 978-88-061-3895-0.
- Wiligelmo. Le sculture del Duomo di Modena, Collana Figure n.2, Franco Cosimo Panini, 1996, ISBN 978-88-768-6695-1.
- Due Papi per un giubileo. Celestino V, Bonifacio VIII e il primo Anno Santo, Collana Saggi italiani, Milano, Rizzoli, 2000, ISBN 978-88-178-6201-1; nuova ed. arricchita con altre illustrazioni, Collana Grandi illustrati, Bologna, Il Mulino, 2024, ISBN 978-88-153-9066-0.
- Medioevo sul naso. Occhiali, bottoni e altre invenzioni medievali, Collana Grandi Opere, Roma-Bari, Laterza, 2001, ISBN 978-88-420-6453-4.[15]
- Da stelle a stelle. Memorie di un paese contadino, Collana I Robinson. Letture, Roma-Bari, Laterza, 2003, ISBN 978-88-420-7056-6. [dedicato a Solto Collina, un paese della bergamasca]
- La Cappella degli Scrovegni di Giotto, un  DVD [di 64' minuti] con un documentario di Luca e Nino Criscenti, Collana ET Saggi n.1335, Einaudi, Torino, 2005, ISBN 978-88-061-7461-3.
- Una solitudine abitata. Chiara d'Assisi, Collana I Robinson, Roma-Bari, Laterza, 2006, ISBN 978-88-420-7972-9[16].
- Il Battistero di Parma, guida ad una lettura iconografica in La cattedrale e il battistero di Parma, Un DVD con due documentari di Luca Criscenti, Collana ET Saggi n.1453, Torino, Einaudi, 2007, ISBN 978-88-061-8501-5.
- L'affare migliore di Enrico. Giotto e la cappella Scrovegni, (Con l'edizione, la traduzione e il commento del testamento di Enrico Scrovegni a cura di Attilio Bartoli Langeli e un saggio di Riccardo Luisi), Collana Saggi, Einaudi, Torino, 2008, ISBN 978-88-061-8462-9.
- La voce delle immagini. Pillole iconografiche dal Medioevo, Collana Saggi, Torino, Einaudi, 2010, ISBN 978-88-061-9187-0.
- Le storie di San Francesco. Guida agli affreschi della Basilica superiore di Assisi, un DVD con un documentario di Luca Criscenti, Collana ET Saggi n.1631, Torino, Einaudi, 2010, ISBN 978-88-06-20320-7.
- Francesco e le terre dei non Cristiani, Biblioteca di Frate Francesco n.12, Milano, Biblioteca Francescana, 2012, ISBN 978-88-796-2191-5.
- Storia di Chiara e Francesco, Collana Frontiere, Torino, Einaudi, 2011, ISBN 978-88-06-20513-3.
- Quale Francesco? Il messaggio nascosto negli affreschi della Basilica superiore di Assisi, Collana Grandi Opere, Torino, Einaudi, 2015, ISBN 978-88-06-22098-3.
- Vivere nel Medioevo. Donne, uomini e soprattutto bambini, Collana Grandi illustrati, Bologna, Il Mulino, 2017, ISBN 978-88-15-27371-0.
- Le conseguenze di una citazione fuori posto, Collana Con gli occhi dello spirito n.8, Milano, Edizioni Biblioteca Francescana, 2018, ISBN 978-88-7962-286-8.
- Uomini e animali nel Medioevo. Storie fantastiche e feroci, Collana Grandi illustrati, Bologna, Il Mulino, 2018, ISBN 978-88-152-7968-2.
- Paradiso vista Inferno. Buon governo e tirannide nel Medioevo di Ambrogio Lorenzetti, Collana Grandi illustrati, Bologna, Il Mulino, 2019, ISBN 978-88-15-28522-5.
- Paure medievali. Epidemie, prodigi, fine del tempo, Collana Grandi illustrati, Bologna, Il Mulino, 2020, ISBN 978-88-152-9064-9.
- Un presepio con molte sorprese. San Francesco e il Natale di Greccio, a cura di M. Benvenuto, Roma, Mauvais Livres, 2020, ISBN 979-12-80264-00-8.
- Donne medievali. Sole, indomite, avventurose, Collana Grandi illustrati, Bologna, Il Mulino, 2021, ISBN 978-88-152-9410-4.
- A letto nel Medioevo. Come e con chi, Collana Grandi illustrati, Bologna, Il Mulino, 2022, ISBN 978-88-152-9985-7.
- Il presepe di San Francesco. Storia del Natale di Greccio, Collana Grandi illustrati, Bologna, Il Mulino, 2023, ISBN 978-88-153-8766-0. [edizione aumentata di Un presepe con molte sorprese]

#### Saggi in collaborazione
- Dizionario del Medioevo, con Alessandro Barbero, Roma-Bari, Laterza, 1994.
- Bruno Zanardi, Il cantiere di Giotto. Le storie di san Francesco ad Assisi, Introduzione di Federico Zeri, Note storico-iconografiche di C. Frugoni, Milano, Skira, 1996.
- Storia di un giorno in una città medioevale, con uno scritto di Arsenio Frugoni, Roma-Bari, Laterza, 1997.
- Storia di Francesco: il santo che sapeva ridere con Teresa Buongiorno, Collana Il pentolino magico, Roma-Bari, Laterza, 1998, ISBN 978-88-420-5603-4.
- Medioevo. Storia di voci, racconto di immagini, con Alessandro Barbero, Laterza, Roma-Bari, 1999.
- Mille e non più mille. Viaggio fra le paure di fine millennio, con Georges Duby, Milano, Rizzoli, 1999.
- Civiltà dei castelli, con foto di Pepi Merisio, Roma, Ecra, 2003, ISBN 202-10-201-9194-1.
- Il cammino di Francesco. Natura e incanto nella Valle Santa Reatina, fotografie di Steve McCurry, Milano, 24 OrE Cultura, 2006, ISBN 978-88-717-9532-4.
- Immagini di San Francesco in uno Speculum humanae salvationis del Trecento, con Francesca Manzari, Biblioteca di frate Francesco, Milano, Edizioni Francescane, 2006, ISBN 978-88-813-5015-5.
- Senza misericordia. Il Trionfo della Morte e la Danza macabra a Clusone, con Simone Facchinetti, Collana Saggi n.963, Torino, Einaudi, 2016, ISBN 978-88-06-22479-0.
- San Francesco in figura. La Legenda Maior di Bonaventura nel manoscritto Antonianum 1, con Attilio Bartoli Langeli, Roma, Antonianum, 2021.

### Curatele
- Bernhard Blumenkranz, Il cappello a punta. L'ebreo medievale nello specchio dell'arte cristiana, traduzione di S. Marinetti, Collana Grandi Opere, Roma-Bari, Laterza, 2003, ISBN 978-88-420-6962-1.

#### Curatele, con un saggio nel volume
- Pietro e Ambrogio Lorenzetti, Collana I grandi maestri dell'arte, La Scala, 1988, ISBN 978-88-811-7311-2. - Firenze, Le Lettere, 2002, pp.121-199.
- Lo sguardo dell'uomo. Il Medioevo, in G. Duby e M. Perrot, "Storia delle donne", Roma-Bari, Laterza, 1992,  pp. 70-100.
- La donna nelle immagini, la donna immaginata, in "La storia delle donne. Il Medioevo", a cura di C. Klapisch Zuber, Roma-Bari, Laterza, 1990,  pp. 424-457.
- Benedetto Antelami e il Battistero di Parma, Collana Saggi n.801, Torino, Einaudi, 1995, ISBN 978-88-06-12659-9.
- La cattedrale di Modena, Modena, Panini, 1999,  pp. 9-38.
- Lavorare all'Inferno. Gli affreschi di Sant'Agata de' Goti, Collana Grandi Opere, Roma-Bari, Laterza, 2004, ISBN 978-88-420-7484-7.
- Il Villani Illustrato. Firenze e L'Italia medievale nelle 253 immagini del ms. Chigiano L VIII 296 della Biblioteca Vaticana, Biblioteca Vaticana, Firenze, Le Lettere, 2005,  pp. 7-12. [con la redazione di gran parte delle schede di commento alle miniature]

### Memorie
- Perfino le stelle devono separarsi, Collana Varia, Milano, Feltrinelli, 2013 ISBN 978-88-07-49152-8.[17].

### Narrativa
- San Francesco e il lupo, illustrazioni di Felice Feltracco, Collana Kids, Milano, Feltrinelli, 2013, ISBN 978-88-079-2226-8.
- San Francesco e la notte di Natale, illustrazioni di Felice Feltracco, Collana Kids, Milano, Feltrinelli, 2014, ISBN 978-88-079-2242-8.
- La storia della libellula coraggiosa, illustrazioni di Felice Feltracco, Collana Kids, Milano, Feltrinelli, 2015, ISBN 978-88-079-2263-3.
- Quando il sole si arrabbia, illustrazioni di Felice Feltracco, Collana D'A, Lucca, Cinquesensi Editore, 2017, ISBN 978-88-972-0294-3.
- Francesco. Storie di un santo, ill.ni di F. Feltracco, Collana UEF Ragazzi, Milano, Feltrinelli, 2021, ISBN 978-88-078-9569-2. [il volume riunisce i due racconti precedenti col lupo e la notte di Natale]

### Interviste
- Cosa intendi dire? Interviste 1994-2015, a cura di Gianni Saporetti, Prefazione di Gianni Sofri (con Federica Rossi), Edizioni Una Città, 2023.
- Raccontare le immagini. Dialoghi sui miei libri, Interviste a cura di Paola Carmignani, Collana Orso n.258, Brescia, Scholé, 2024, ISBN 978-88-284-0589-4.

### Prefazioni
- Fabio Redi, Chiese medievali nel pistoiese, Cinisello Balsamo, Pizzi, 1991.
- Riccardo Luisi, Scudi di pietra. I castelli e l'arte della guerra tra Medioevo e Rinascimento, Città di Castello, Odoya, 2017, ISBN 978-88-628-8411-2.
- Hadewijch di Anversa, Canti, a cura di Prima edizione italiana integrale a cura di Francesca Barresi, Bologna, Marietti 1820, 2022, ISBN 978-88-211-1348-2.